# Ӭ
Ӭ, ӭ (Э с умлаутом) — буква расширенной кириллицы. 41-я буква алфавита кильдинского саамского языка, введённого в 1982 году. Также используется в письменности ненецкого лесного языка.

## Использование

### Кильдинский саамский
Соответствует звуку [e] — в конце слов и перед следующими согласными обозначает палатализацию предыдущих Д, Т, Н. В начале слов буква не употребляется.

### Мордовские языки

Мордовский алфавит (1924—1927)

До 1927 года Ӭ присутствовала в мордовском алфавите в качестве 38-й буквы, затем была отменена.

### Русский язык
Академик Грот приветствовал употребление в дореформенной русской орфографии особой буквы Ӭ. В частности, для более точной фонетической передачи французского eu и немецкого Ö (которые не подразумевают смягчения согласных) в заимствованных словах, где обычно употребляется буква Ё. Как упомянуто в словаре Брокгауза и Ефрона, буква Ӭ на месте немецкого Ö читается как Ö. Этот знак иногда применялся в дореволюционной печати, однако не был принят официально.

Въ параллель буквѣ ё недавно стало входить въ употребленіе не йотованное ӭ для звука, изображаемаго германскимъ ö, французскимъ eu въ началѣ словъ, напр. въ именахъ: Öhmah, Ösel, Öhlenschläger, Eu (городъ), и надо согласиться, что этимъ способомъ удачно дополняется начертаніе буквы э, которая сама по себѣ вовсе не отвѣчаетъ помянутому звуку. Такимъ же образомъ слѣдуетъ замѣнять ё послѣ согласныхъ, напр. въ именахъ: Гӭте, Шлӭцеръ, Тӭпферъ, Сентъ-Бӭфъ. Это лучше нежели вводить въ русское письмо букву ӧ, непонятную для незнакомыхъ съ германскими языками; ӭ можетъ служить также къ передачѣ англійскаго неопредѣленнаго u въ замкнутыхъ слогахъ, напр. Бӭрнсъ, Дӭфферинъ (Burns, Dufferin).

Само собою разумѣется, что въ такихъ именахъ, какъ Эдипъ (Oedipus), экономія (oeconomia) и др., форма которыхъ исторически установилась, нѣтъ надобности измѣнять давнишнюю орѳографію.